# بيتر بيرسفورد
بيتر بيرسفورد (بالإنجليزية: Peter Beresford)‏ هو أكاديمي وناشط حقوق الإنسان وكاتب بريطاني، ولد في 1 مايو 1945.